# Eremochernes secundus
Eremochernes secundus är en spindeldjursart som beskrevs av Beier 1937. Eremochernes secundus ingår i släktet Eremochernes och familjen tvåögonklokrypare. Inga underarter finns listade i Catalogue of Life.